# Freden (pjäs)
Freden (klassisk grekiska: Εἰρήνη Eirēnē) är en pjäs från 421 f.Kr. av den grekiske författaren Aristofanes. Den handlar om vinbonden Trygaios som är trött på krig och flyger på en stor tordyvel till gudarna för att fråga ut dem. Väl på Olympen får han veta av Hermes att gudarna är trötta på grekerna för att de låter Kriget härja hos dem, medan Freden sitter instängd i en brunn.
Inledningen är en parodi på Euripides tragedi Bellerofon, där Bellerofon flyger till Olympen på Pegasos. Freden tävlade vid Dionysia 421 där Aristofanes kom på andra plats, efter Eupolis och före Leukon. Pjäsen tillkom efter krigsivraren Kleons död och spelades bara veckor före Nikiasfreden, som innebar slutet på den första delen av det peloponnesiska kriget.

## Svenska utgåvor
- Freden (översättning Tord Bæckström, Forum, 1962)
- Freden (otryckt översättning av Göran O. Eriksson för Stockholms stadsteater 1987)